# Cuartel General del Ejército de Tierra (España)
El Cuartel General del Ejército de Tierra (CGET) es el organismo del Ejército de Tierra de España en el que están integrados todos los órganos que encuadran los medios humanos y materiales que asisten al Jefe de Estado Mayor del Ejército de Tierra en el ejercicio del mando de la rama terrestre de las Fuerzas Armadas. Los órganos integrados en el Cuartel General dependen orgánicamente del Jefe de Estado Mayor, que ostenta el rango de general de ejército. 
El Cuartel General del Ejército de Tierra tiene su sede central en el  Palacio de Buenavista, situado en la madrileña plaza de Cibeles.
La sede central del Cuartel General del Ejército alberga la Intervención Delegada Central en el Ejército de Tierra, dependiente orgánica y funcionalmente de la Intervención General de la Defensa. Es responsable de la notaría militar, la supervisión de la gestión económico-financiera a través de la función interventora y el control financiero permanente, y el asesoramiento económico-fiscal relacionado con los órganos del Ejército de Tierra y que corresponda en virtud de la legislación en vigor. También pertenece al Cuartel General del Ejército de Tierra (bajo dependencia directa del Jefe del Estado Mayor del ET) el Regimiento de Infantería «Inmemorial del Rey» n.º 1, como órgano de servicios generales, la Jefatura de los Sistemas de Información, Telecomunicaciones y Asistencia Técnica y el Instituto de Historia y Cultura Militar.
La estructura del Cuartel General del Ejército de Tierra es la siguiente:
- El Estado Mayor del Ejército de Tierra
- El Gabinete del Jefe de Estado Mayor
  - La Secretaría Particular del Jefe de Estado Mayor del Ejército de Tierra
  - El Departamento de Comunicación
  - La Unidad de Estudios
- La Jefatura de los Sistemas de Información, Telecomunicaciones y Asistencia Técnica
- El Instituto de Historia y Cultura Militar
- El Regimiento de Infantería «Inmemorial del Rey» n.º 1
- La Asesoría Jurídica
- La Intervención Delegada

## Estado Mayor del Ejército de Tierra
El Estado Mayor del Ejército de Tierra (EME) es el primero de los órganos que están al servicio del jefe de Estado Mayor del Ejército de Tierra (JEME). Encuadrado en el Cuartel General del Ejército de Tierra, su finalidad más importante consiste en facilitarle la información y los elementos de juicio necesarios para la toma de decisiones, la plasmación de estas en órdenes y la supervisión de su cumplimiento. Para alcanzar sus objetivos, el EME gestiona cuantos asuntos resuelva jefe de Estado Mayor en el ejercicio su mando sobre el Ejército de Tierra.

## Jefe de Estado Mayor del Ejército de Tierra
El jefe de Estado Mayor del Ejército de Tierra (JEME) es un general de cuatro estrellas que, bajo la autoridad del ministro de Defensa, ejerce el mando de la rama terrestre de las Fuerzas Armadas. Como tal, es el principal asesor del Jefe de Estado Mayor de la Defensa en el ámbito de su ejército, además de asesorar también al Ministro de Defensa, al Secretario de Estado de Defensa y al Subsecretario de Defensa.